# 卡萨多尔
卡萨多尔是巴西圣卡塔琳娜州的一个市镇。总面积981.901平方公里，总人口67625人，人口密度68.9人/平方公里。